# Jadwiga Dackiewiczová
Jadwiga Dackiewiczová (6. března 1920, Varšava – 25. října 2003, tamtéž) byla polská spisovatelka a překladatelka (především francouzské poezie).
Jadwiga Dackiewiczová vystudovala románskou filologii na Varšavské univerzitě. Roku 1948 debutovala jako v tiku jako překladatelka francouzské poezie. Ve vlastní tvorbě se soustředila hlavně na historické romány a biografie. Roku 1992 obdržela překladatelská cenu polského PEN klubu.

## Dílo
- Odmiany miłości (1962),
- W romantycznym Paryżu (1966),
- Luwr (1970),
- Paryż zdradzony czyli Izabela Czartoryska (1971),
- Belwederczyk w Paryżu (1973),
- O Francji, o tęsknocie, czyli każdy kochał inaczej (1974),
- Sobiescy w zamkach nad Loarą (1974),
- Synowie Napoleona, dvoudílný historický román líčící životní příběhy dvou Napoleonových synů, vévody Zákupského a Alexandra Walewského:
  - I. Książę Reichstadtu – Napoleon II (1976),
  - II. Aleksander Walewski (1978),
- Romantyczni w Italii (1978),
- Generał i muzy (1978),
- W gnieździe Bonapartych (1983),
- Faworyty władców Francji (1983).

## Česká vydání
- Napoleonovi synové, Svoboda, Praha 1979, přeložila Vlasta Dvořáčková